# 宮城県高等学校の廃校一覧
宮城県高等学校の廃校一覧（みやぎけんこうとうがっこうのはいこういちらん）とは、宮城県の廃校となった高等学校の一覧。対象となるのは学制改革（1948年）以降に廃校となった高等学校と分校である。名称は廃校当時のもの。廃校時に属していた自治体が合併により消滅している場合は現行の自治体に含める。また、現在休校中の学校は公式には存続していることとなっているが、休校中の学校は事実上廃校となっている場合が多いため、便宜上本項に記載する。
小学校や中学校と異なり、生徒が在学中に在籍校が変更となることはほとんどなく、新設校が開校する年と旧校が閉校となる年は異なることが多い。また、統合した場合でも片方の高等学校が旧校の生徒が卒業するまで存続扱いとなる場合もある。

## 仙台市
- 宮城県農業高等学校定時制岩切分校（1958年）[1]
- 宮城県農業高等学校定時制広瀬分校（1964年）[1]
- 宮城県農業高等学校定時制高砂分校（1970年）[1]
- 栴檀学園高等学校（1958年東北福祉大学付属高等学校へ改称、1968年栴檀学園高校へ戻し、1975年廃校）[2]
- 仙台電波高等学校（1971年の国立仙台電波工業高等専門学校発足[3]に伴い、1973年本科廃止、1974年専攻科廃止）
- 宮城県農業高等学校秋保校（2009年）[1]
- 仙台市立仙台商業高等学校〈旧〉（2009年仙台女子商業高と統合し仙台市立仙台商業高等学校〈新〉へ）[4]
- 仙台女子商業高等学校（2009年仙台商業〈旧〉と統合し仙台商業高〈新〉へ[4]、校舎・校地は仙台女子商閉校の翌日開校した仙台市立仙台青陵中等教育学校の施設となる）
- 向陽台高等学校宮城キャンパス（2005年）[注釈 2]
- 仙台市立仙台図南萩陵高等学校｛定時制｝（2012年）[5]

## 石巻市
- 宮城県前谷地高等学校（1966年）[6]
- 宮城県飯野川高等学校（2010年）[7]
- 石巻市立女子商業高等学校（2015年石巻市立女子高と統合し石巻市立桜坂高等学校へ）[8]
- 石巻市立女子高等学校（2015年石巻市立女子商業高と統合し桜坂高へ）[8]

## 塩竈市
- 宮城県塩釜高等学校〈旧〉（2010年塩釜女子高と統合し宮城県塩釜高等学校〈新〉西キャンパスへ）[9]
- 宮城県塩釜女子高等学校（2010年塩釜高〈旧〉と統合し塩釜高〈新〉東キャンパスへ）[9]

## 大崎市
- 宮城県田尻高等学校（校舎・校地は田尻高校の生徒募集を停止した2008年に開校した宮城県田尻さくら高等学校の単独の施設となる）[10]

## 気仙沼市
- 宮城県気仙沼高等学校〈旧〉（2005年鼎が浦高と統合し宮城県気仙沼高等学校〈新〉へ）[11]
- 宮城県鼎が浦高等学校（1951年宮城県気仙沼女子高等学校から改称、2005年気仙沼高等学校〈旧〉と統合し気仙沼高〈新〉へ）[11]
- 気仙沼女子高等学校（2014年）[12]
- 宮城県気仙沼西高等学校（2018年気仙沼高へ統合）[11]

## 白石市
- 宮城県白石高等学校〈旧〉（2010年白石女子高と統合し宮城県白石高等学校〈新〉へ）[13]
- 宮城県白石女子高等学校（2010年白石高〈旧〉と統合し白石高〈新〉へ）[13]

## 角田市
- 宮城県角田高等学校金津分校（1961年）[14]
- 宮城県角田高等学校西根分校（1962年）[14]
- 宮城県角田高等学校〈旧〉（2005年角田女子高と統合し宮城県角田高等学校〈新〉へ）[14]
- 宮城県角田女子高等学校（2005年角田高〈旧〉と統合し角田高〈新〉へ）[14]

## 栗原市
- 岩ヶ崎町・文字村・栗駒村・尾松村・鳥矢崎村・鶯沢村・津久毛村組合立岩ヶ崎高等学校尾松分校（1951年）[15]
- 岩ヶ崎町・文字村・栗駒村・尾松村・鳥矢崎村・鶯沢村・津久毛村組合立岩ヶ崎高等学校文字分校（1951年）[15]
- 宮城県岩ヶ崎高等学校鶯沢分校〈初代〉（1956年細倉分校と統合し鶯沢分校〈2代目、1969年鶯沢工業高として独立〉へ）[15]
- 宮城県岩ヶ崎高等学校細倉分校（1956年鶯沢分校〈初代〉と統合し鶯沢分校〈2代目〉へ）[15]
- 宮城県築館高等学校高清水分校（1963年築館女子高瀬峰分校と統合し築館高瀬峰校へ）[16]
- 宮城県築館女子高等学校瀬峰分校（1963年築館高高清水分校と統合し築館高瀬峰校へ）[16]
- 宮城県栗原農業高等学校（2001年若柳高と統合し宮城県迫桜高等学校へ）[17]
- 宮城県若柳高等学校（2001年栗原農業高と統合し迫桜高へ）[17]
- 宮城県築館高等学校〈旧〉（2005年築館女子高と統合し宮城県築館高等学校〈新〉へ）[16]
- 宮城県築館女子高等学校（2005年築館高〈旧〉と統合し築館高〈新〉へ）[16]
- 宮城県築館高等学校瀬峰校（2007年）[16]
- 宮城県鶯沢工業高等学校（2011年宮城県岩ヶ崎高等学校鶯沢校舎となる）[15]

## 東松島市
- 宮城県矢本高等学校（2007年全日制課程閉課、2008年定時制課程も閉課し廃校、校舎・校地は矢本高校の生徒募集を停止した2005年に開校した宮城県東松島高等学校の単独の施設となる）[18]

## 登米市
- 宮城県上沼高等学校（2015年統合により宮城県登米総合産業高等学校へ）[19]
- 宮城県米山高等学校（同上）[19]
- 宮城県米谷工業高等学校（同上）[19]

## 柴田郡
- 宮城県柴田農林高等学校槻木分校（1957年船岡分校と統合し白幡分校へ）[20]
- 宮城県柴田農林高等学校船岡分校（1957年槻木分校と統合し白幡分校へ）[20]
- 宮城県柴田農林高等学校白幡分校（1988年）[21]
- 宮城県柴田農林高等学校（2023年大河原商業高と統合し宮城県大河原産業高等学校へ。2025年閉校）[22]
- 宮城県大河原商業高等学校（2023年柴田農林高と統合し大河原産業高へ。2025年閉校）[22]

## 伊具郡
- 宮城県伊具高等学校大内分校（1973年）[23]
- 宮城県伊具高等学校大耕分校（1975年）[23]
- 宮城県伊具高等学校筆甫分校（1975年）[23]

## 黒川郡
- 宮城県黒川高等学校富谷分校（廃校時期不詳）[24]
- 宮城県黒川高等学校大衡分校（1956年）[24]
- 宮城県黒川高等学校大谷分校（1956年大松沢分校と統合し大郷校へ）[24]
- 宮城県黒川高等学校大松沢分校（1956年大谷分校と統合し大郷校へ）[24]
- 宮城県黒川高等学校宮床分校（1956年募集停止）[24]
- 宮城県黒川高等学校大郷校（2009年）[24]

## 牡鹿郡
- 宮城県女川高等学校（2014年）[25]